# Alessandro D'Errico
Alessandro D'Errico (Frattamaggiore, Nápoles, Italia, 18 de noviembre de 1950) es un arzobispo católico italiano, y nuncio apostólico emérito en Malta y Libia.

## Biografía
Estudió en el seminario de Aversa y fue ordenado presbítero en la Diócesis de Aversa el 24 de marzo de 1974. Se licenció en Filosofía en la Universidad de Nápoles Federico II, en Derecho canónico en la Pontificia Universidad Lateranense y en Teología en la Pontificia Facultad Teológica de la Italia meridional; además, obtuvo un diploma en la Academia Pontificia Eclesiástica.
Entró en el servicio diplomático de la Santa Sede el 5 de marzo de 1977, trabajando en Tailandia (1977-1981), Brasil (1981-1984), Grecia (1984-1986), Italia (1987-1992) y Polonia (1992-1998).
El 14 de noviembre de 1998, fue nombrado arzobispo titular de Carini y nuncio apostólico en Pakistán por el papa Juan Pablo II. Recibió la consagración episcopal el 6 de enero de 1999.
El papa Benedicto XVI le nombró nuncio en Bosnia y Herzegovina (21 de noviembre de 2005), donde firmó el Concordato entre este país y la Iglesia, en Montenegro (17 de febrero de 2010) y en Croacia (21 de mayo de 2012). El papa Francisco le nombró nuncio en Malta (27 de abril de 2017) y también en Libia (10 de junio de 2017).
En 2011 ganó el Premio Internacional Bonifacio VIII "por su contribución a la promoción de una cultura de diálogo, paz y armonía entre los pueblos y las religiones en Bosnia y Herzegovina".
El 30 de abril de 2022 el papa Francisco acogió su renuncia.